# Micrurus dissoleucus
Micrurus dissoleucus es una pequeña serpiente venenosa de la familia Elapidae. Nombres comunes: candelilla, candelilla barranquillera, candelilla panamena,
candelilla santamartense, candelilla venezolana, coral, coralillo, coralito, coral llanera, gargantilla

## Descripción
Los adultos generalmente miden 28 a 40 cm de largo (con máximo de 65 cm). La cabeza es negra, con un anillo blanco justo detrás de los
ojos, el cuello es rojo. El cuerpo tiene anillos rojos anchos separados por una serie de 6 a 11 tríadas con 3 anillos negros y 2 blancos, el anillo anillo negro medio de cada conjunto generalmente algo más amplio. Ambas escamas dorsales blancas y rojas a menudo bordeado con negro. La cola es corta, robusta, con 2 tríadas y punta negra.

## Hábitat
Se encuentra principalmente en bosques secos tropicales, bosques caducifolios, exfoliación costera, bosques de montaña más bajos y húmedos,
Llanos, y savanas (principalmente áreas semiáridas o estacionalmente secas). Se encuentra principalmente por debajo de 500 metros de altura.
Reportada desde el centro de Panamá Este a la región de Chocó, la región costera del Caribe, menor Valle de Magdalena y Colombia centro norte, y se extiende hacia el norte de Venezuela. 